# Helen Dimsdale
Pour l’article homonyme, voir Dimsdale (Alberta).
Helen Dimsdale, née Brown (2 juillet 1907 - 20 avril 1977) est une neurologue britannique. Elle fait partie des femmes pionnières de la médecine dans son pays.

## Formation
Helen Brown naît dans une famille aisée le 2 juillet 1907 à Stretford (Lancashire).
Elle étudie les sciences naturelles au Girton College de Cambridge, obtenant son diplôme en 1929. Elle épouse Wilfrid Dimsdale l'année suivante. Ils auront un fils ensemble. Puis, elle s'inscrit en médecine à l'University College Hospital (UCH) de Londres et passe un Bachelors of Medicine and Surgery en 1939. Son diplôme coïncide à la fois avec le début de la Seconde Guerre mondiale et l'accord historique selon lequel les femmes médecins devraient être nommées avec le même salaire que les hommes.

## Carrière
Dimsdale effectue son internat à l'UCH et à l'hôpital Elizabeth Garrett Anderson (EAGH) avant d'être nommée chef de clinique à l'EAGH en 1938. Au cours de sa formation en neurologie au Maida Vale Hospital for Nervous Diseases (Londres) de 1941 à 1946, elle travaille avec Lord Russell Brain. Sous son mentorat, elle publie sur les caractéristiques cliniques de la maladie de Parkinson puis d'autres travaux sur un large  éventail de sujets neurologiques. Elle devient, avec la neuropathologiste Dorothy Russell, l'une des deux premières femmes élues membres du College royal de médecine en 1945.
Elle est nommée spécialiste en médecine en 1946 à l'EAGH. L'année suivante, elle est nommée consultante au Maida Vale Hospital et devient la première femme nommée dans un cabinet de conseil en neurologie en Grande-Bretagne. Elle obtient son diplôme de médecine en 1949. Elle est également consultante au Royal Free Hospital en 1950. En 1955, comme nombre de ses collègues, elle est atteinte d'encéphalomyélite myalgique bénigne dont elle ne se remettra pas totalement.
Sa santé l'oblige à prendre sa préretraite en 1967. Elle décède le 20 avril 1977.

## Publications
- Changes in the Parkinsonian Syndrome in the Twentieth Century. Helen Dimsdale. Q J Med. 1946 Jul; 15:155-70.
- Hereditary Optic Atrophy in Family with Keratodermia Palmaris et Plantaris (Tylosis). Helen Dimsdale. Proc R Soc Med. 1949 Oct; 42(10): 796.
- Sarcoidosis of the Orbit, with Nodular Infiltration and Proptosis, treated with Injections of Chaulmoogra Oil. Helen Dimsdale. Proc R Soc Med. 1948 May; 41(5): 270.
- Epilepsy of Late Onset in the Light of Modern Diagnostic Procedures. Helen Dimsdale. Br Med J. 1956 May 26; 1(4977): 1214–1216.
- Ocular Palsies with nasal sinusitis. J Neurol Neurosurg Psychiatry. Helen Dimsdale et D. G. Phillips. 1950 Aug; 13(3): 225–236.
- Ruptured posterior fossa aneurysms and their surgical treatment. Helen Dimsdale et Valentine Logue. J Neurol Neurosurg Psychiatry. 1959 Aug; 22(3): 202–217.
- The epileptic in relation to pregnancy. Helen Dimsdale. Obstetrical & Gynecological Survey, April 1960 - Volume 15 - Issue 2 - p 211.
- The Management of Spasticity in Multiple Sclerosis. Helen Dimsdale. Physiotherapy. 1961 Apr 10;47:99-102.
- Pregnancy and Lesions of the Nervous System. Helen Dimsdale. Proceedings of the Royal Society of Medicine. 1962 Jul; 55(7): 571–582.